# Sinj
Sinj (v ilyrorománštině Osinium) je město na kontinentální části Splitsko-dalmatské župy (Chorvatsko). Ve městě žije 11 468 obyvatel, zatímco celkový počet obyvatel samosprávné oblasti (včetně přilehlých vesnic) je 25 373 (údaje ze sčítání lidu roku 2001). V Chorvatsku je město známé díky pravidelnému rytířskému turnaji (alka). 

## Přírodní poměry
Sinj je centrum oblasti známé jako Cetinska krajina, skupinky sídel situovaných na úrodných krasových polích (Sinjsko polje), skrze které protéká řeká Cetina. Ta ale nezasahuje do samotného města Sinj; tím teče jen menší potok s názvem Goručica. Sinj leží meži čtyřmi horami: Svilajou, Dinárským pohořím, Kamešnicí a Visokou. Tyto masivy udržují Sinji jeho specifické středomořské podnebí (teplá léta a chladnější zimy).

## Historie
Město bylo vystavěno okolo starověké pevnosti, jež bylo až do začátku 18. století v držení Osmanů, a františkánského kláštera s kostelem Panny Sinjské Gospa Sinjska, jež je po mnoho let poutním místem.
Výročí posledního vítězství nad osmanskou armádou roku 1715 je oslavováno každým rokem na počátku srpna jezdeckou slavností nazvanou Sinjska alka, ve které se slavnostně odění jezdci pokoušejí za jízdy zasáhnout svým kopím malý kroužek (alku).

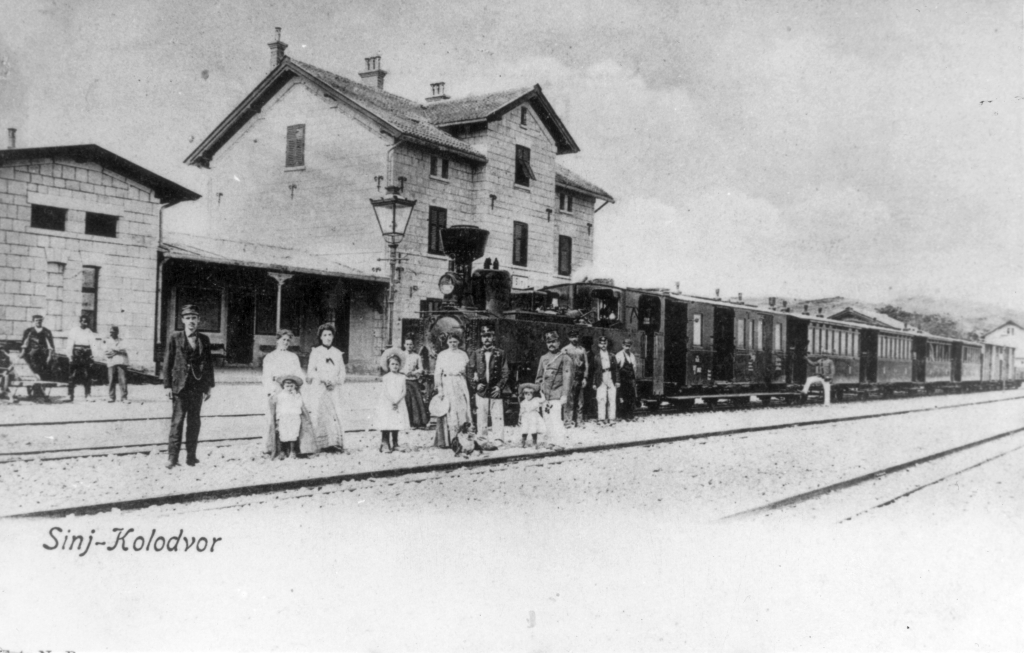
Původní nádraží ve městě.

Po pádu Benátské republiky zde moc převzali Rakušané. Začala modernizace regionu. Již roku 1798 byla v Sinji otevřena první základní škola. Roku 1806 přešlo město s celou Dalmácií potom pod francouzskou správu v rámci tzv. Ilyrských provincií. Francouzi omezili různé finanční dary regionu, jejich správa trvala jen 8 let, než po porážce v Rusku byly přinuceni vrátit Dalmácii zpět Habsburské monarchii. V polovině 19. století zde bylo otevřeno gymnázium se (srbo)chorvatským vyučovacím jazykem. Přítomná zde byla také rakousko-uherská armáda, vzhledem k blízkosti hranice s Bosnou a Hercegovinou. Na mapách druhého vojenského mapování město postupně obepíná vrchol s názvem Castello. Kromě chorvatského pravopisu se objevuje také poitalštěný název (Sign).
V letech 1903 až 1962 vedla ze Sinje do Splitu úzkorozchodná železnice s rozchodem kolejí 760 mm, mezi místními nazývaná Sinjska rera. Byla napojena i na místní průmyslový podnik.
Za druhé světové války bylo město součástí NDH (Nezávislého státu Chorvatsko). Fašistický režim vzbudil odpor v regionu a řada místních vstoupila mezi jednotky jugoslávských partyzánů. 509 bojovníků partyzánského hnutí bylo právě ze Sinje. Město bylo osvobozeno dne 25. října 1944. 
Po druhé světové válce zde byla postavena továrna společnosti Dalmatinka. Vznikl také plavecký bazén, postaveny byly nové domy v rámci plánované výstavby. Vznikl i hotel, hipodrom, v roce 1963 byla otevřena nová silnice do Splitu a Záhřebu.

## Kultura a turistika
Hlavní atrakcí ve městě je tradiční sinjský rytířský turnaj (Alka). Koná se každoročně první srpnovou neděli na památku vítězství nad tureckou armádou v roce 1715. Rytíři, oblečeni do tradičních kostýmů, jezdí na koních, snažíce se kopím zasáhnout alku, visící na drátě. Rytíř, který dosáhne nejvyššího počtu bodů (punatů), je prohlášen za vítěze. Ve městě také existuje muzeum, které je tradici alky zasvěcené.
Již zmíněná pevnost se nachází západně od středu města na vrcholu Grad (432 m n. m.). Dnes jsou dochovány jen její pozůstatky, na vrcholku se nachází kaple sv. Michala (chorvatsky Sveti Mihovil).

## Ekonomika
Společnosti, které se věnovaly průmyslu v období existence SFRJ, ve velké míře po válce zanikly nebo byly restrukturalizovány. Ekonomika města v 21. století je založena buď na zemědělství, nebo na službách.

## Další instituce
V Sinji se nachází vojenská kasárna chorvatské armády.

## Školství
V Sinji se nachází františkánské gymnázium.

## Politika
Od roku 1991, kdy Chorvatsko získalo nezávislost, v Sinji vládla místní HDZ. Během tohoto období se (obzvláště v místním rozhlasovém vysílání) objevovalo mnoho zpráv o porušování lidských práv. Místní volby roku 2005 vyhrála koalice s názvem Preporod, a starostou byl zvolen Nikola Tomašević.